# کالکیدان گزاهگنه
کالکیدان گزاهگنه (انگلیسی: Kalkidan Gezahegne؛ زادهٔ ۸ مهٔ ۱۹۹۱) دونده دو نیمه‌استقامت زن اهل اتیوپی است.